# Sammelhefter

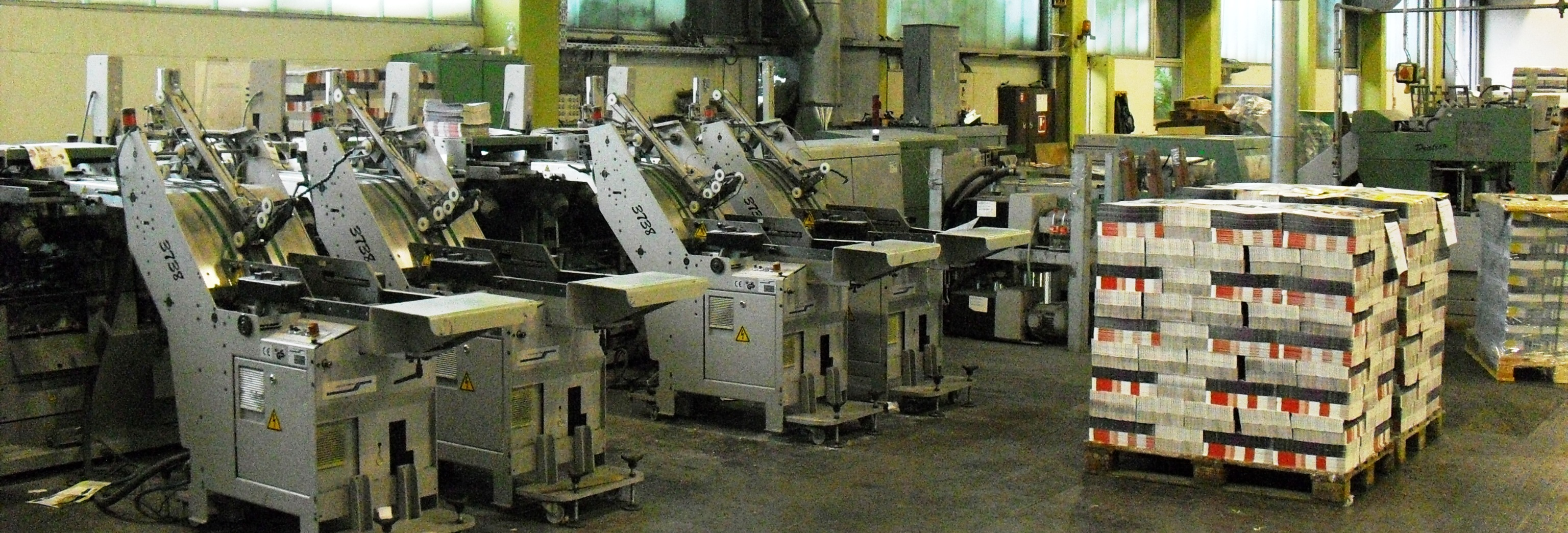
Müller-Martini Sammelhefter mit 4 Rotationsanlegern, einem Falzanleger, Trimmer und Kreuzleger, davor die zu verarbeitenden, auf Paletten angelieferten Druckbogen

Der Sammelhefter (englisch Saddle stitcher) ist eine Maschine, die in der Endverarbeitung (Buchbinderei) der graphischen Industrie eingesetzt wird. Mit dieser Maschine werden die vom Rotations- und Offsetdruck oder von einer Falzmaschine angelieferten einzelnen Falzbogen weiter verarbeitet und als Endprodukt Hefte, Broschuren und Magazine hergestellt. Die dabei vorgenommene Endverarbeitung der Drucksachen beinhaltet in groben Zügen zunächst das Sammeln der Falzbögen durch heute computergesteuerte Anlegestationen. Im zweiten Schritt folgt das Heften mit einer oder mehreren Klammern durch den Buchrücken und abschließend das Schneiden des danach fertigen Produktes.

## Funktionsprinzip
Die je nach Konstruktionsart in einem liegenden oder stehenden Fach händisch oder endlos gesammelten Falzbogen werden einzeln, mittels von Kompressoren erzeugter Saugluft angezogen. Danach werden sie von mechanischen Greifern des rotierenden Anlegezylinders abgezogen und wieder mittels beidseitig wirkender Saugluft übereinander auf einem Sattel abgelegt. Die Übernahme erfolgt durch eine aus Kettensegmenten bestehende Endlos-Transportkette, diese nimmt das Produkt vom Sattel ab und führt es mittels genau fixierter Mitnehmer, welche taktmäßig zu den anderen Rotationsanlegern abgestimmt werden müssen, zu den weiteren Arbeitsstationen. Bei diesem Arbeitsgang können innerhalb der Transportkette zusätzliche Aggregate wie etwa Klebestationen (z. B. angeklebte Postkarten, auch kleinere Werbungswaren) und, falls Bedarf für ein stärkeres Umschlagpapier besteht, ein eigener Falzanleger zur Anwendung kommen.

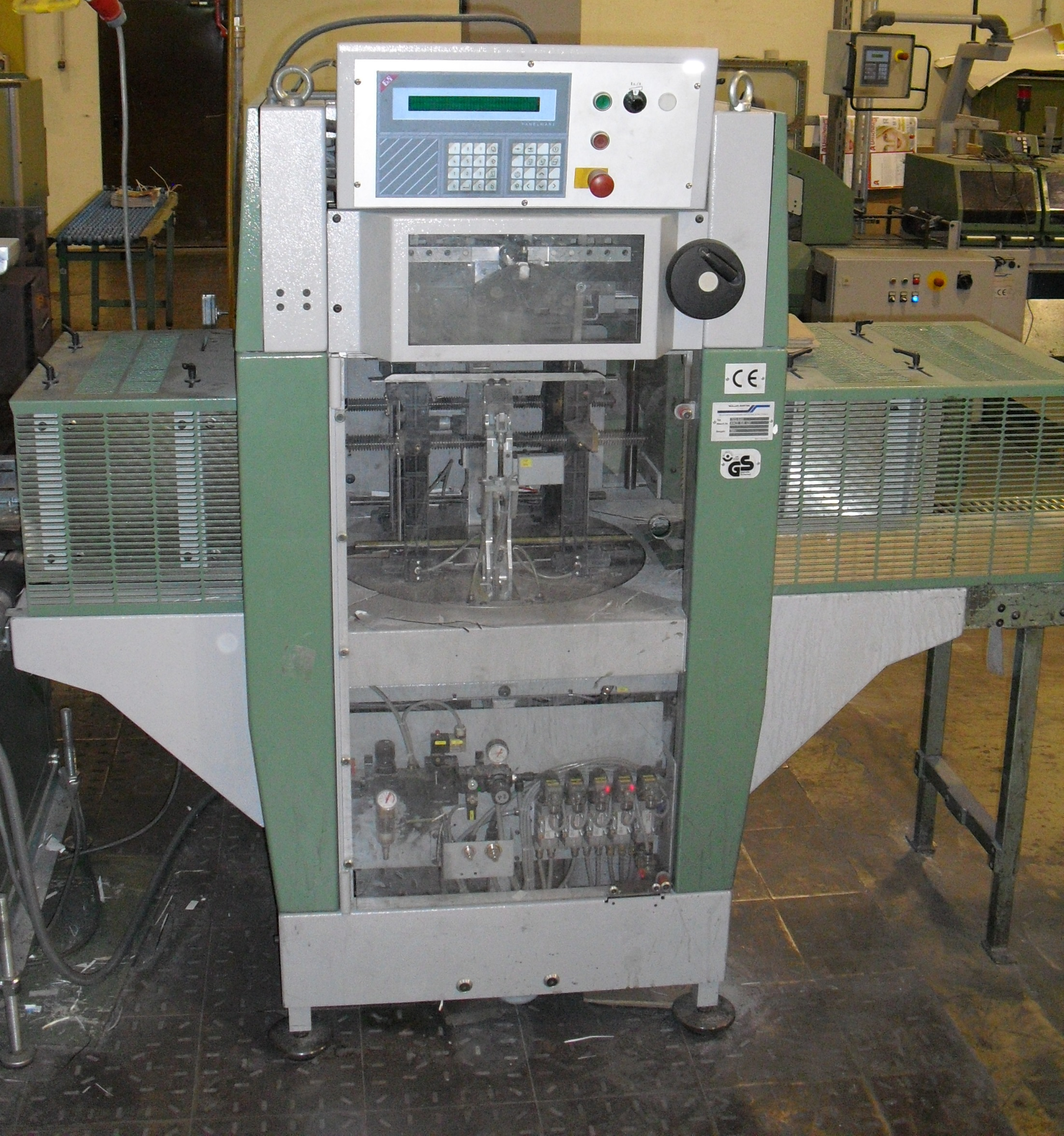
In Kreuzlegern werden die endgefertigen Produkte eines Sammelhefters automatisch gezählt, verschränkt und geradlinig auf handliche Höhe gestapelt

Die gesammelten Falzbogen werden im nächsten Arbeitsgang einer Stärkenkontrolle unterzogen, dabei werden fehlerhafte Exemplare von der übrigen Produktion getrennt. In der folgenden Heftstation wird ein Draht von Endlosrollen über Zuführungen zu den sogenannten Heftköpfen (englisch Stitcher Heads) transportiert. Der Heftdraht wird mittels dieser Heftköpfe auf eine der Produktstärke angemessene Länge geschnitten, gebogen und mittig durch den Buchrücken (Bund) geschossen. Von unten gegenwirkende Umlenkplättchen (Umbieger, sogenannte Klinscher) schließen die noch offene Drahtklammer.
Im Trimmer wird die gesammelte und geheftete Broschüre daraufhin an den drei offenen Seiten auf das Endformat beschnitten. Bei Kleinformaten besteht bei vielen Typen die Möglichkeit, ein Trennmesser einzubauen und die Produktion durch zweifache Nutzung zu verdoppeln. Die fertigen Hefte werden dann über einen Kreuzleger, Stehendbogenauslagen oder Transportbänder ausgelegt und von Mitarbeitern auf Paletten abgestapelt. Um den Personalaufwand zu minimieren, werden auch Palettierer eingesetzt. Der momentan leistungsstärkste Sammelhefter erreicht bis zu 40.000 Heftungen pro Stunde.

## Zusatzaggregate
- Stetigzuführung(en) („Streamfeeder“)
- Waren-/Postkartenkleber (elektronisch gesteuerte Heissleim-Systeme)
- Beilagenstation(en)
- Umschlagfalzanleger
- Beschriftungs-/Adressiereinheit (Inkjet-Systeme)
- Kreuzbündelung
- Folieneinschweißung